# Трухильо, Анхелита
Мари́я де лос А́нхелес дель Сагра́до Корасо́н де Хесу́с Трухи́льо Марти́нес (исп. María de los Ángeles del Sagrado Corazón de Jesús Trujillo Martínez; род. 10 июня 1939, Нёйи-сюр-Сен, Большой Париж, Франция), известная как Анхели́та Трухи́льо (исп. Angelita Trujillo) — доминиканская писательница, автор мемуаров о своём отце — доминиканском диктаторе Рафаэле Трухильо, для которого она была любимицей и пользовалась при его правлении большими привилегиями.

## Ранние годы
Анхелита Трухильо — дочь доминиканского диктатора Рафаэля Трухильо и его третьей жены Марии де лос Анхелес Мартинес-и-Альбы, известной как «ла-Эспаньолита» (исп. la Españolita) из-за своего испанского происхождения. Анхелита родилась в богатом парижском пригороде Нёйи-сюр-Сен.
В детстве она была обласкана различными привилегиями и почестями. Она была отправлена в качестве специального посланника доминиканского правительства на коронацию британской королевы Елизаветы II в 1953 году. Два года спустя в городе Трухильо (нынешний Санто-Доминго) была проведена Ярмарка мира и братства свободного мира (исп. Feria de la Paz y Confraternidad del Mundo Libre), где 16-летняя дочь диктатора была коронована как «королева Анхелита I» для председательствования на этой выставке.

## В изгнании
После убийства её отца в 1961 году семья Трухильо отправилась в изгнание в Париж, а затем в Мадрид. В Испании Анхелита развелась с полковником Луисом Хосе Леоном Эстевесом. После 7 лет жизни в Мадриде Трухильо переехала в Нью-Йорк, где познакомилась с полковником Луисом Хосе Домингесом Родригесом и вышла за него замуж.

## Личная жизнь
Анхелита Трухильо была замужем за Луисом Хосе Леоном Эстевесом и Луисом Хосе Домингесом Родригесом, оба были полковниками доминиканских ВВС. Леон Эстевес был родом из Канка-ла-Пьедры в Тамбориле (провинция Сантьяго), а Домингес Родригес — из Гурабо (также провинция Сантьяго). От первого супруга у Анхелиты трое детей: Луис Хосе, Рафаэль Леонидас и Мария де лос Анхелес (родилась в апреле 1961 года в Санто-Доминго). Последняя работает федеральным прокурором в США и сменила свою фамилию на Домингес Трухильо. Во втором браке Анхелита родила четверых детей: Марию Мерседес, Рамфиса Домингеса-Трухильо (родился в Нью-Йорке в 1970 году, выдвинулся кандидатом в президенты Доминиканской Республики на выборах 2020 года), Марию Лауру и Марию Хулию Домингес-Трухильо. Ныне Анхелита Трухильо проживает в Майами (США).

## Работы
- «Trujillo, mi padre, en mis memorias» (2010)[6]